# İstinye
İstinye é um bairro do distrito de Sarıyer, na parte europeia de Istambul, Turquia. Situado à beira do Bósforo, é uma das zonas costeiras mais atraentes deste estreito, muito popular para passeios de fins de semana e pelos seus cafés e restaurantes de marisco e peixe.
Desde 1995 que a Bolsa de Valores de Istambul tem a sua sede em İstinye. Outro dos atrativos recentes do bairro é o İstinye Park, um grande centro comercial inaugurado em 2007.
Era conhecido também como Sostênio (Sosthenion).